# Valse meeldauw
Valse meeldauw is de naam voor een groep van Oomycetes, die behoort tot de familie Peronosporaceae en veel verschillende plantensoorten kan aantasten. Het onderscheidt zich van echte meeldauw doordat het schimmelpluis van valse meeldauw op de onderkant van het blad zit, terwijl dat van echte meeldauw op de boven- en onderkant van het blad zit. De oömyceet kan ook andere delen van de plant aantasten.
Op de aangetaste planten ontstaan aan de onderkant van de bladeren poederachtige vlekken, die in een later stadium het gehele oppervlak bedekken. Het poeder bestaat uit sporen. Onder vochtige omstandigheden kan de oömyceet zich snel uitbreiden.
Valse meeldauw groeit voornamelijk in het plantenweefsel van de waardplant. De schimmel dringt de plant binnen via de huidmondjes en voedt zich via haustoria in de plantencellen.

## Levenscyclus

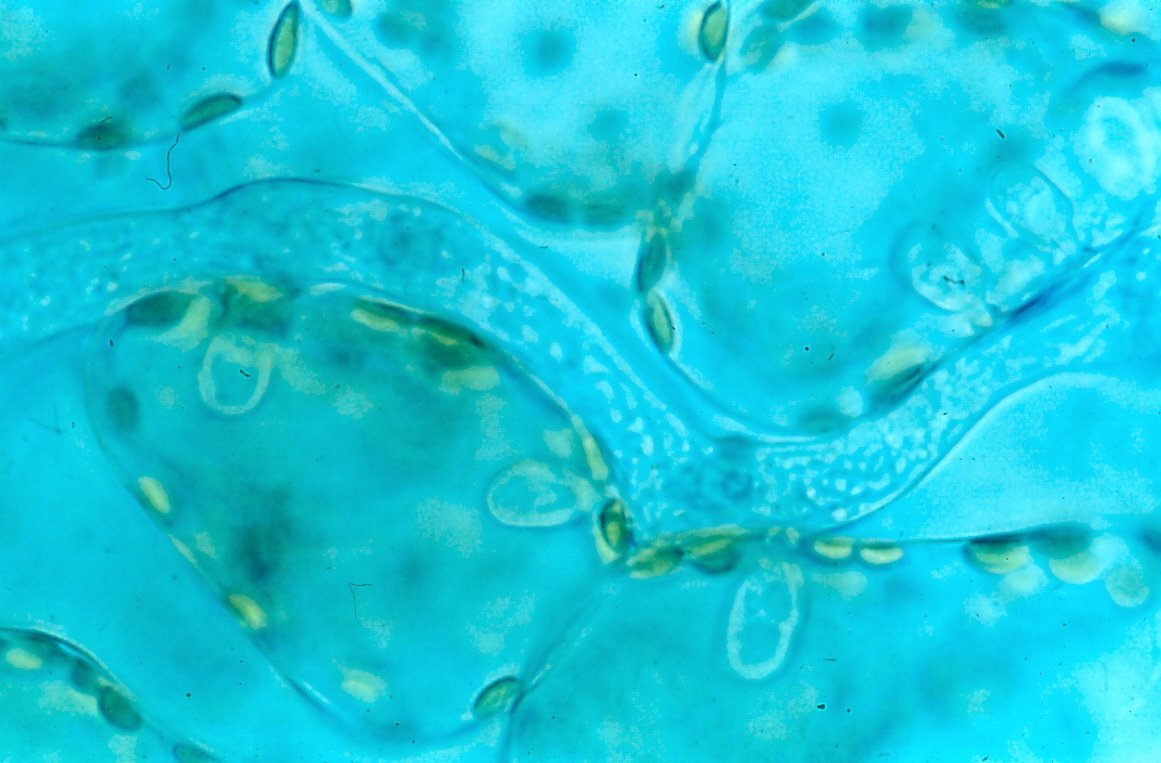
Haustoria van Bremia lactucae

De overwinterende oöspore kiemt in het voorjaar en vormt dan een primair sporangium, dat ongeslachtelijke zoösporen (zwemsporen) vormt. Deze sporangia bevatten 6 tot 8 zwermsporen, die via opspattend water de huidmondjes van de plant binnen dringen en haustoriën vormen. Vervolgens worden sporangiëndragers buiten het blad gevormd, die de secundaire zwermsporen vormen. De zwermsporen uit deze sporangiën infecteren de plant weer. Infectie kan alleen plaatsvinden als de plant lang genoeg nat blijft en de temperatuur voldoende hoog is. Deze periode wordt de bladnatperiode genoemd. Bij het tegengaan van de schimmel is het dus belangrijk dat de plant zo veel mogelijk droog blijft. In de herfst vindt in het blad door een haploïd antheridium en een haploïd oögonium via een gametangium uitwisseling van kernen plaats, waarna de geslachtelijke, diploïde oösporen gevormd worden. (zie ook Ascomyceten: 4.3.1 Verloop van de seksuele sporenvorming). Bij het vergaan van het blad op de grond komen de oosporen vrij.

## Soorten valse meeldauw met hun waardplanten
- Bremia lactucae (wit) op sla
- Peronospora destructor op ui
- Peronospora parasitica op bloemkool, broccoli en koolzaad
- Peronospora trifoliorum op klaver
- Peronospora trifoliorum f.sp. medicaginis-sativae op luzerne
- Plasmopara viticola op druif
- Pseudoperonospora cubensis op komkommer
- Pseudoperonospora farinosa f.sp. betae op suikerbiet
- Pseudoperonospora farinosa f.sp. spinaciae (wolf) op spinazie